# 신의도
신의도(新衣島)는 전라남도 신안군 신의면에 있는 섬이다. 신의도는 전국 최대 규모의 천일염 생산지로 염전면적 537ha에 239개 생산업체가 연 5만1000톤을 생산한다.
하의면의 상태도와 하태도를 간척으로 합친 뒤 부속도서를 포함시켜 분면하였다.
2017년 6월 28일, 삼남대교가 개통되면서 하의도와 이어졌다.

## 행정구역
- 신의면
  - 상태동리
  - 상태서리
  - 하태동리
  - 하태서리

## 교육
- 신의초등학교

## 편의시설
- 신안벧엘교회
- 소망장기요양센터

## 관광
- 황성금리 해변